# 井上桂
井上 桂（いのうえ かつら、1879年（明治12年）4月10日 - 没年不詳）は、東京市区長。教育者。

## 経歴
秋田県雄勝郡湯沢町（現在の湯沢市）出身。1900年（明治33年）、秋田県師範学校を卒業し、1904年（明治37年）に東京高等師範学校国漢科を卒業した。東京女子高等師範学校教諭、静岡県女子師範学校校長、長崎県師範学校校長、福島県師範学校校長を歴任した。1928年（昭和3年）、東京市に入り、視学・学務課長に就任した。1932年（昭和7年）、豊島区長に転じ、のち赤坂区長、本郷区長を歴任した。

## 著書
- 『口語法一覧』（安達文華堂、1906年）